# Якуб Ібн Нугман
Якуб Ібн Нугман (повне ім'я Якуб Ібн Нугман Аль-Булгарі) — мусульманський вчений і історик XI—XII століть.
Походив з Волзької Булгарії. Освіту отримав в медресе Нізамія в Нішапурі, де його вчителем був Абу Мухаммад Аль-Джувейні.
Після повернення на батьківщину був призначений суддею. У 1080 році заснував в Білярі медресе Бакірія, де й сам викладав. Відомий своїм трактатом «Історія Булгара» (приблизно 1135 рік, відомий також під назвами «Книга Якуба» та «Книга судді»), що дійшов лише в уривках та згадках у Гарнаві та Казвіні.
Сміливо критикував тогочасну владу. За легендою роздратований володар наказав осліпити Якуба та вирвати в нього язик — тож наприкінці життя видатний вчений змушений був заробляти на життя, граючи на домрі на ринковому майдані.